# Gare des Mais
La gare de Les Maïs ou Lesmaës est une gare ferroviaire française de la ligne de Guingamp à Carhaix, située sur la commune de Callac, dans le département des Côtes-d'Armor en région Bretagne.
C'est aujourd'hui une halte ferroviaire de la Société nationale des chemins de fer français (SNCF), desservie par des trains TER Bretagne circulant entre Guingamp et Carhaix.

## Situation ferroviaire
Établie à 229 m d'altitude, la gare de Les Maïs est située au point kilométrique (PK) 532,771 de la ligne de Guingamp à Carhaix entre les gares de Plougonver et Callac.

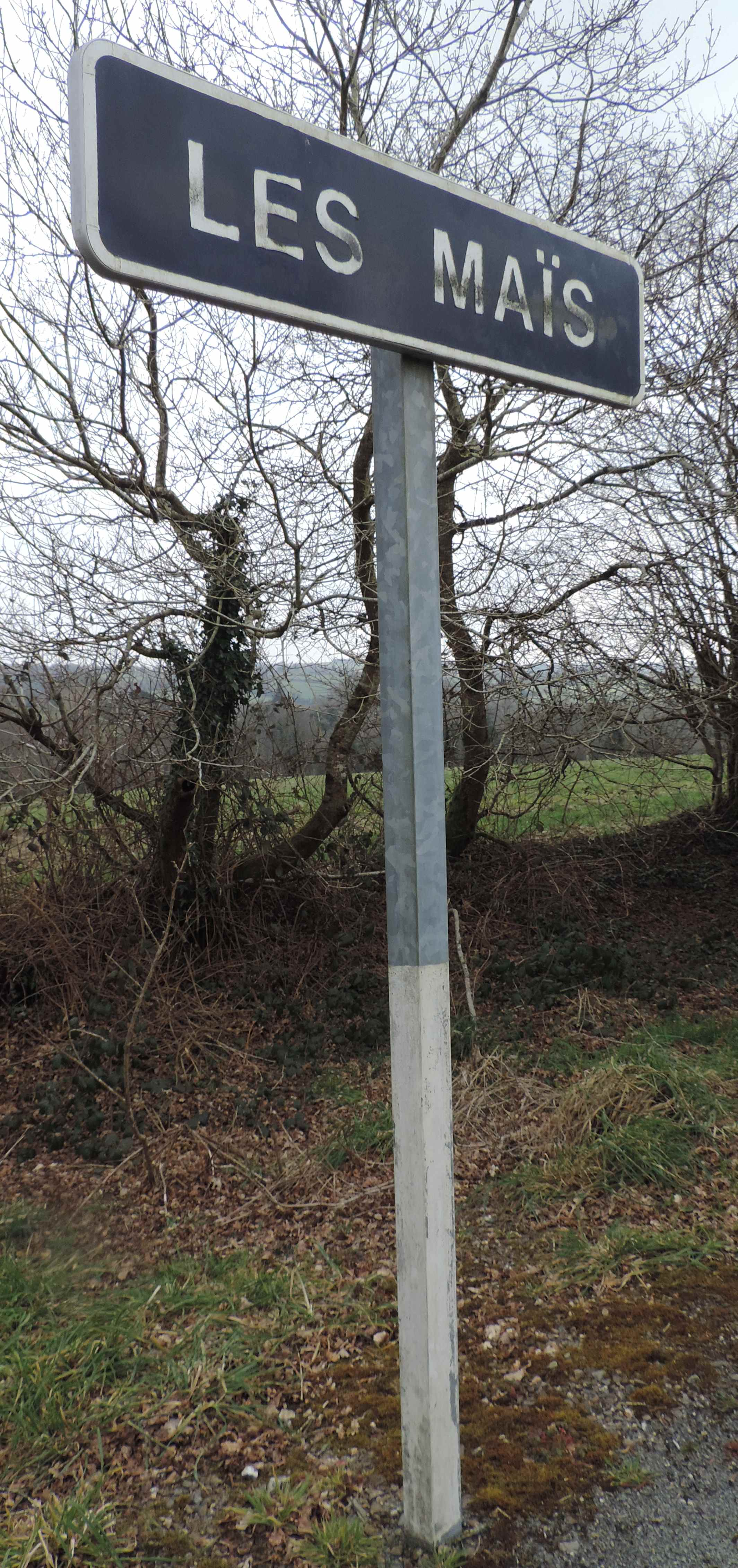
Panneau

## Histoire
Les Maïs est une station, du Réseau breton, mise en service le 24 septembre 1893 avec l'ensemble de la ligne de Carhaix à Guingamp. La voie est alors à écartement métrique et la compagnie des chemins de fer de l'Ouest, concessionnaire de la ligne, en a confié l'exploitation en affermage à la Société générale des chemins de fer économiques.

## Fréquentation
De 2015 à 2023, selon les estimations de la SNCF, la fréquentation annuelle de la gare s'élève aux nombres indiqués dans le tableau ci-dessous.
| Année     | 2015 | 2016 | 2017 | 2018 | 2019 | 2020 | 2021 | 2022 | 2023 |
| --------- | ---- | ---- | ---- | ---- | ---- | ---- | ---- | ---- | ---- |
| Voyageurs | 280  | 314  | 597  | 423  | 840  | 476  | 25   | 87   | 243  |

## Service voyageurs

### Accueil
Halte SNCF c'est un point d'arrêt non géré (PANG) à entrée libre. Elle est équipée d'un quai avec abri.

### Desserte
Les Maïs est desservie par des trains TER Bretagne circulant entre Guingamp et Carhaix.